# Goya 2008
Die 22. Verleihung des Goya, die von José Corbacho moderiert und vom spanischen Fernsehsender Televisión Española ausgestrahlt wurde, fand am 3. Februar 2008 im Palacio Municipal de Congresos in Madrid statt. Der wichtigste spanische Filmpreis wurde in diesem Jahr in 27 Kategorien vergeben.
Mit insgesamt 14 Nominierungen ging Juan Antonio Bayonas Horrorfilm Das Waisenhaus ins Rennen um die Trophäen. In sieben Kategorien, darunter Beste Nachwuchsregie und Bestes Originaldrehbuch, konnte sich der Film gegen die Konkurrenz behaupten. Ein weiterer großer Favorit des Abends war mit ebenfalls 14 Nominierungen das während des Spanischen Bürgerkriegs spielende Filmdrama Las 13 rosas von Emilio Martínez Lázaro, das schließlich mit vier Goyas prämiert wurde. In den beiden wichtigen Kategorien Bester Film und Beste Regie gewann überraschend das Filmdrama Einsame Fragmente, der erst zweite Spielfilm des Regisseurs Jaime Rosales.
Mit dem Ehren-Goya wurde in diesem Jahr das Lebenswerk des spanischen Schauspielers und Komikers Alfredo Landa gewürdigt. Landa war zudem in der Kategorie Bester Hauptdarsteller nominiert. Zur besten Hauptdarstellerin wurde Maribel Verdú für ihre Darbietung in der Tragikomödie Siete mesas de billar francés gekürt. Verdú, die auch im Vorjahr für den Oscar-prämierten Film Pans Labyrinth nominiert war, sich jedoch Penélope Cruz in Pedro Almodóvars Volver – Zurückkehren geschlagen geben musste, durfte damit bei ihrer fünften Nominierung ihren ersten Goya entgegennehmen. Als bester ausländischer Film in spanischer Sprache wurde der argentinische Beitrag XXY von Lucía Puenzo ausgezeichnet. Puenzo hatte mit dem Filmdrama zum Thema Intersexualität ihr Regiedebüt geliefert. Nicht vergeben wurde in diesem Jahr der Preis für den besten europäischen Film.

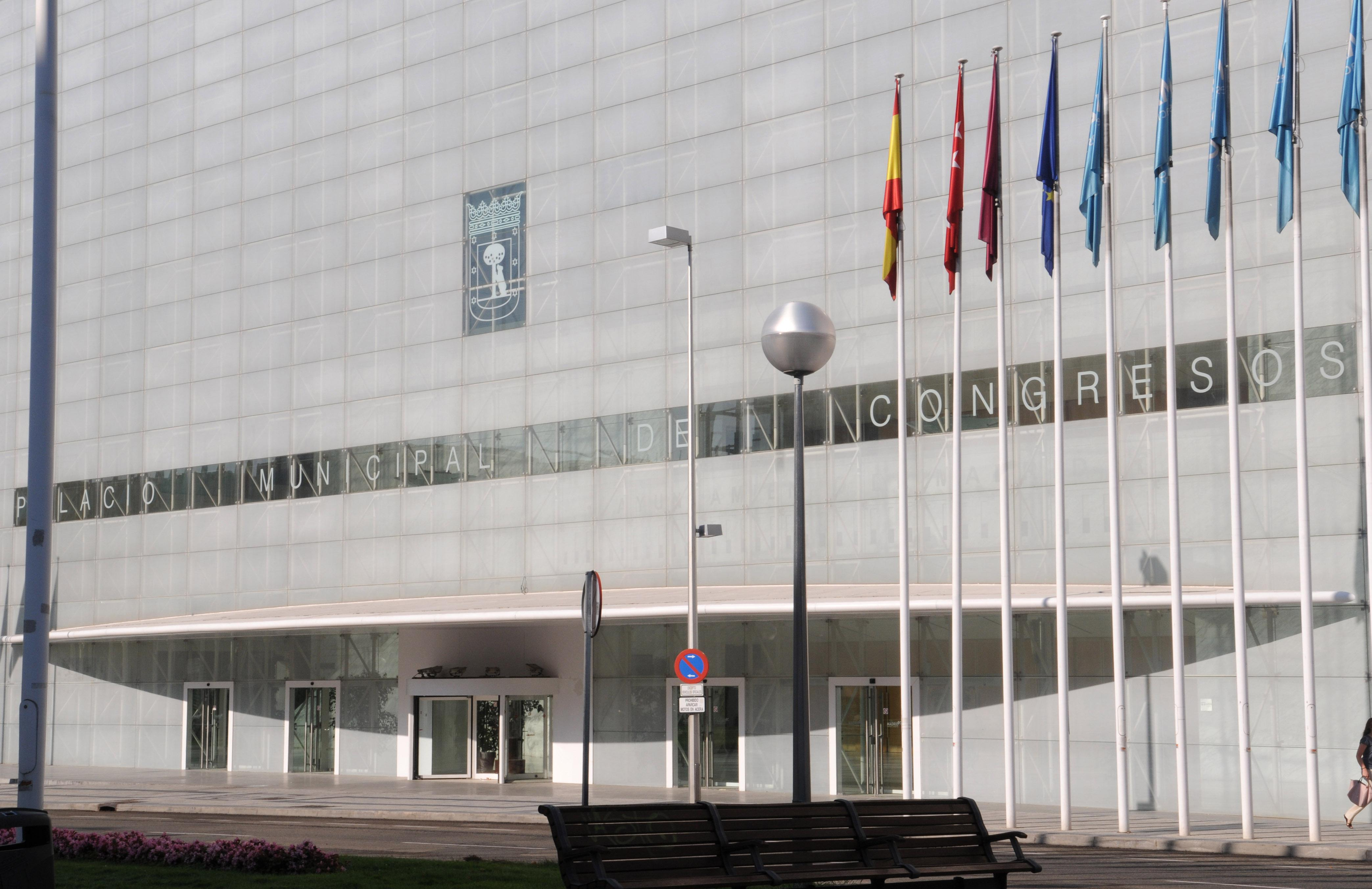
Der Palacio Municipal de Congresos, der Veranstaltungsort der Verleihung

## Gewinner und Nominierte
| Statistik (Filme mit mehr als einer Nominierung) N=Nominierung; A=Auszeichnung |    |   |
| Film                                                                           | N  | A |
| Das Waisenhaus                                                                 | 14 | 7 |
| Las 13 rosas                                                                   | 14 | 4 |
| Siete mesas de billar francés                                                  | 10 | 2 |
| Bajo las estrellas                                                             | 7  | 2 |
| Oviedo Express                                                                 | 7  | 0 |
| Luz de domingo                                                                 | 5  | 0 |
| Mataharis                                                                      | 5  | 0 |
| Einsame Fragmente                                                              | 3  | 3 |
| REC                                                                            | 3  | 2 |
| Susos Turm                                                                     | 3  | 0 |
| Fados                                                                          | 2  | 1 |
| Der Erde so nah – The Heart of the Earth                                       | 2  | 0 |
| El prado de las estrellas                                                      | 2  | 0 |
| Lola, la película                                                              | 2  | 0 |
| Pudor                                                                          | 2  | 0 |

### Bester Film (Mejor película)
Einsame Fragmente (La soledad) – Regie: Jaime Rosales
- Las 13 rosas – Regie: Emilio Martínez Lázaro
- Das Waisenhaus (El orfanato) – Regie: Juan Antonio Bayona
- Siete mesas de billar francés – Regie: Gracia Querejeta

### Beste Regie (Mejor dirección)
Jaime Rosales – Einsame Fragmente (La soledad)
- Emilio Martínez Lázaro – Las 13 rosas
- Icíar Bollaín – Mataharis
- Gracia Querejeta – Siete mesas de billar francés

### Beste Nachwuchsregie (Mejor dirección novel)
Juan Antonio Bayona – Das Waisenhaus (El orfanato)
- Félix Viscarret – Bajo las estrellas
- Tristán Ulloa und David Ulloa – Pudor
- Tom Fernández – Susos Turm (La torre de Suso)

### Bester Hauptdarsteller (Mejor actor)
Alberto San Juan – Bajo las estrellas
- Alfredo Landa – Luz de domingo
- Tristán Ulloa – Mataharis
- Álvaro de Luna – El prado de las estrellas

### Beste Hauptdarstellerin (Mejor actriz)
Maribel Verdú – Siete mesas de billar francés
- Emma Suárez – Bajo las estrellas
- Belén Rueda – Das Waisenhaus (El orfanato)
- Blanca Portillo – Siete mesas de billar francés

### Bester Nebendarsteller (Mejor actor de reparto)
José Manuel Cervino – Las 13 rosas
- Julián Villagrán – Bajo las estrellas
- Carlos Larrañaga – Luz de domingo
- Raúl Arévalo – Siete mesas de billar francés
- Emilio Gutiérrez Caba – Susos Turm (La torre de Suso)

### Beste Nebendarstellerin (Mejor actriz de reparto)
Amparo Baró – Siete mesas de billar francés
- Nuria González – Mataharis
- María Vázquez – Mataharis
- Geraldine Chaplin – Das Waisenhaus (El orfanato)

### Bester Nachwuchsdarsteller (Mejor actor revelación)
José Luis Torrijo – Einsame Fragmente (La soledad)
- Roger Príncep – Das Waisenhaus (El orfanato)
- Óscar Abad – El prado de las estrellas
- Gonzalo de Castro – Susos Turm (La torre de Suso)

### Beste Nachwuchsdarstellerin (Mejor actriz revelación)
Manuela Velasco – REC
- Nadia de Santiago – Las 13 rosas
- Gala Évora – Lola, la película
- Bárbara Goenaga – Oviedo Express

### Bestes Originaldrehbuch (Mejor guion original)
Sergio G. Sánchez – Das Waisenhaus (El orfanato)
- Ignacio Martínez de Pisón – Las 13 rosas
- Icíar Bollaín und Tatiana Rodríguez – Mataharis
- Gonzalo Suárez – Oviedo Express
- Gracia Querejeta und David Planell – Siete mesas de billar francés

### Bestes adaptiertes Drehbuch (Mejor guion adaptado)
Félix Viscarret – Bajo las estrellas
- Ventura Pons – Barcelona (un mapa)
- Imanol Uribe – La carta esférica
- Tristán Ulloa – Pudor
- Laura Santullo – La Zona (La zona)

### Beste Produktionsleitung (Mejor dirección de producción)
Sandra Hermida – Das Waisenhaus (El orfanato)
- Martín Cabañas – Las 13 rosas
- Juan Carmona und Salvador Gómez Cuenca – Luz de domingo
- Teresa Cepeda – Oviedo Express

### Beste Kamera (Mejor fotografía)
José Luis Alcaine – Las 13 rosas
- Álvaro Gutiérrez – Bajo las estrellas
- Ángel Iguácel – Siete mesas de billar francés
- Carlos Suárez Morilla – Oviedo Express

### Bester Schnitt (Mejor montaje)
David Gallart – REC
- Fernando Pardo – Las 13 rosas
- Elena Ruiz – Das Waisenhaus (El orfanato)
- Nacho Ruiz Capillas – Siete mesas de billar francés

### Bestes Szenenbild (Mejor dirección artística)
Josep Rosell – Das Waisenhaus (El orfanato)
- Eduardo Hidalgo – Las 13 rosas
- Gil Parrondo – Luz de domingo
- Wolfgang Burmann – Oviedo Express

### Beste Kostüme (Mejor diseño de vestuario)
Lena Mossum – Las 13 rosas
- Sonia Grande – Lola, la película
- Lourdes de Orduña – Luz de domingo
- Maria Reyes – Das Waisenhaus (El orfanato)

### Beste Maske (Mejor maquillaje y peluquería)
Lola López und Itziar Arrieta – Das Waisenhaus (El orfanato)
- Mariló Osuna, Almudena Fonseca und Pepito Juez – Las 13 rosas
- José Quetglás und Blanca Sánchez – Der Erde so nah – The Heart of the Earth (El corazón de la tierra)
- Lourdes Briones und Fermín Galán – Oviedo Express

### Beste Spezialeffekte (Mejores efectos especiales)
David Martí, Montse Ribé, Pau Costa, Enric Masip, Lluís Castells und Jordi San Agustín – Das Waisenhaus (El orfanato)
- Pau Costa, Raúl Romanillos und Carlos Lozano – Las 13 rosas
- David Ambit, Enric Masip und Àlex Villagrasa – REC
- Reyes Abades und Alex G. Ortoll – Der Erde so nah – The Heart of the Earth (El corazón de la tierra)

### Bester Ton (Mejor sonido)
Xavier Mas, Marc Orts und Oriol Tarragó – Das Waisenhaus (El orfanato)
- Licio Marcos de Oliveira und Bernat Aragonés – Tuya siempre
- Carlos Bonmatí, Alfonso Pino und Carlos Faruolo – Las 13 rosas
- Iván Marín, José Antonio Bermúdez und Polo Aledo – Siete mesas de billar francés

### Beste Filmmusik (Mejor música original)
Roque Baños – Las 13 rosas
- Mikel Salas – Bajo las estrellas
- Fernando Velázquez – Das Waisenhaus (El orfanato)
- Carles Cases – Oviedo Express

### Bester Filmsong (Mejor canción original)
„Fado da saudade“ von Fernando Pinto do Amaral und Carlos do Carmo – Fados
- „Circus Honey Blues“ von Rodrigo Cortés und Víctor Reyes – The Contestant – Der Kandidat (Concursante)
- „La vida secreta de las pequeñas cosas“ von Jorge Drexler und David Broza – Cándida
- „Pequeño paria“ von Daniel Melingo – El niño de barro

### Bester Kurzfilm (Mejor cortometraje de ficción)
Salvador (Historia de un milagro cotidiano) – Regie: Abdelatif Hwidar
- Padam… – Regie: José Manuel Carrasco
- El pan nuestro – Regie: Aitor Merino
- Paseo – Regie: Arturo Ruiz
- Proverbio chino – Regie: Javier San Román

### Bester animierter Kurzfilm (Mejor cortometraje de animación)
Tadeo Jones y el sótano maldito – Regie: Enrique Gato
- Perpetuum mobile – Regie: Enrique García und Raquel Ajofrin
- La flor más grande de mundo – Regie: Juan Pablo Etcheverry
- El bufón y la infanta – Regie: Juan Galiñanes
- Atención al cliente – Regie: Marcos Valín und David Alonso

### Bester Dokumentarkurzfilm (Mejor cortometraje documental)
El hombre feliz – Regie: Lucina Gil
- Carabanchel, un barrio de cine – Regie: Juan Carlos Zambrana
- Valkirias – Regie: Eduardo Soler
- El anónimo caronte – Regie: Toni Bestard

### Bester Animationsfilm (Mejor película de animación)
Nocturna, una aventura mágica – Regie: Adrià García und Víctor Maldonado
- Azur und Asmar (Azur et Asmar) – Regie: Michel Ocelot
- Betizu eta urrezko zintzarria – Regie: Egoitz Rodríguez Olea
- En busca de la piedra mágica – Regie: Lenard Fritz Krawinkel und Holger Tappe

### Bester Dokumentarfilm (Mejor película documental)
Invisibles – Regie: Isabel Coixet, Mariano Barroso, Wim Wenders, Javier Corcuera und Fernando León de Aranoa
- Fados – Regie: Carlos Saura
- Lucio – Regie: Aitor Arregi und José María Goenaga
- El productor – Regie: Fernando Méndez-Leite

### Bester ausländischer Film in spanischer Sprache (Mejor película extranjera de habla hispana)
XXY, Argentinien – Regie: Lucía Puenzo
- La edad de la peseta, Kuba – Regie: Pavel Giroud
- Mariposa negra, Peru – Regie: Francisco José Lombardi
- Padre Nuestro, Chile – Regie: Rodrigo Sepúlveda

## Ehrenpreis (Goya de honor)
- Alfredo Landa, spanischer Schauspieler und Komiker